# Moritz Hadda
Moritz Hadda (* 16. Januar 1887 in Cosel, Oberschlesien; † 1942 im KZ Riga-Kaiserwald) war ein deutscher Architekt, der in Breslau lebte und arbeitete.

## Leben
Moritz Hadda stammte aus einer jüdischen Familie. Seine Eltern waren der Kaufmann Martin Hadda (* 23. April 1859; † Anfang Mai 1943 im Ghetto Theresienstadt) und Martha Juliusburger (* 5. August 1857; † 4. April 1939 Breslau). Sein älterer Bruder war der Chirurg Dr. med. Siegmund Hadda (* 23. Juli 1882 in Cosel; † 1977 New Gardens, New York State, USA). Seine Kindheit verbrachte er in Cosel. Am Anfang des zwanzigsten Jahrhunderts zog seine Familie nach Breslau um.
Er studierte 1911–1913 an Breslauer Akademie für Kunst und Kunstgewerbe bei Hans Poelzig. Nach seinem Studium begann er 1917 mit Ludwig Schlesinger zu arbeiten, mit dem er bis 1928 zusammen ein Architekturbüro betrieb. Zu ihren Entwürfen zählten Innenräume für mehrere Läden, aber auch für ein Kabarett oder für eine Freimaurerloge. Hadda arbeitete auch als Lehrer der technischen Fächer. 1925 wurde er Mitglied der Arbeitsgemeinschaft „Das Junge Schlesien“, einer avantgardistischen Gruppe von Architekten, Schriftstellern, bildenden Künstlern und Musikern. 1928 wurde er in den Bund Deutscher Architekten (BDA) berufen.
Nach der Machtübernahme der Nationalsozialisten bekam er Berufsverbot. Er widmete sich dann der Arbeit für die jüdische Gemeinde. Am 21. November 1941 wurde er in das Ghetto Riga deportiert und wurde vermutlich im Kaiserwald erschossen.

## Bauten
(in Auswahl)
- 1922–1923: Umbau der Musikschule zu einem Bürohaus in Breslau, Agnesstraße 2 (Bałuckiego) (zusammen mit Wilhelm Ludwig Schlesinger)
- 1926–1927: Entwurf von Mehrfamilienhäusern für den Maurermeister Hermann Lukas in Breslau, Alexisstraße 27 und 29/31 (Spiżowa) (zusammen mit Wilhelm Ludwig Schlesinger)
- 1927: Holzhaus der Christoph & Unmack AG (Niesky) für die Deutsche Gartenbau- und Schlesische Gewerbe-Ausstellung Liegnitz 1927 (GuGALi) (zusammen mit Wilhelm Ludwig Schlesinger)
- 1927: Entwurf für ein Eckhaus in der Siedlung Pöpelwitz (Popowice) in Breslau, Frankfurter Straße 183 (Legnicka) / Hickerstraße 2 (Wejherowska) (zusammen mit Wilhelm Ludwig Schlesinger)
- 1928: Entwurf für ein Eckhaus in der Siedlung Pöpelwitz (Popowice) in Breslau, Hickerstraße 5/7 (Wejherowska)
- 1928: Mehrfamilienhaus für den Maurermeister Hermann Lukas in Breslau, Alexisstraße 17 (Spiżowa)
- 1928: Einfamilienhaus für Dr. Siegmund Hadda in Breslau, Stifterstraße 7 (Sochaczewska)
- 1928: Ladenumbau der Zweigniederlassung der Wiener Werkstätten in Breslau[1]
- 1928–1929: Wohnhaus in der Siedlung Pöpelwitz (Popowice) in Breslau, Frankfurter Straße 175–177 (Legnicka)
- 1929: Teilnahme an der Ausstellung „Wohnung und Werkraum“ (WUWA) Breslau 1929 des Deutschen Werkbunds:
  - ein Einfamilienhaus (Haus 36), Zur Grünen Eiche 19 (Zielonego Dębu)
  - zwei Abteilungen in der Reihenbebauung (Haus 16 und Haus 17), Uechtritzweg 18/20 (Tramwajowa)
- 1930: Entwurf für ein Wohnhaus in der Siedlung Pöpelwitz (Popowice) in Breslau, Hickerstraße 9–11 (Wejherowska)
- 1932: Einfamilienhaus für Gertrude Wuttke in Breslau, Wardeinstraße 11 (Witelona)
- 1935: Beteiligung an den Renovierungsarbeiten an der Synagoge „Neuer Tempel“ in Breslau, Angerstraße (Łąkowa)
- 1937: Wohnhaus für die jüdische Stiftung von Julius und Paul Östreicher in Breslau, Roonstraße 43–45 (Aleja Pracy)